# گایگر ۱۴۴۱۳
سیارک ۱۴۴۱۳ (به انگلیسی: 14413 Geiger، نامگذاری:1991RT3) چهارده هزار و چهارصد و سیزدهمین سیارک کشف شده‌است که در ۵ سپتامبر ۱۹۹۱ کشف شد.
قدر مطلق سیارک برابر ۱۴٫۳۰ است.